# Matías Bize
Pour les articles homonymes, voir Bize.
Matías Bize, né le 9 août 1979 à Santiago (Chili), est un réalisateur, producteur et scénariste chilien.

## Filmographie

### Comme scénariste
- 2000 : La gente esta esperando
- 2006 : Lo bueno de llorar
- 2007 : Llamando ficción
- 2007 : Llamando
- 2010 : La Vie des poissons (La vida de los peces)
- 2015 : The Memory of Water (La Memoria del Agua)

### Comme réalisateur
- 2000 : La gente esta esperando
- 2003 : Sábado, una película en tiempo real (également producteur et acteur)
- 2005 : Au lit (En la cama)
- 2005 : Juego de verano
- 2006 : About Crying (Lo bueno de llorar)
- 2007 : Llamando ficción
- 2007 : Llamando
- 2010 : La Vie des poissons (La vida de los peces)
- 2015 : The Memory of Water (La memoria del agua)
- 2018 : En tu piel
- 2022 : Mensajes privados
- 2023 : La Punition (El castigo)